# Liphistius nesioticus
Liphistius nesioticus är en spindelart som beskrevs av Peter J. Schwendinger 1996. Liphistius nesioticus ingår i släktet Liphistius och familjen ledspindlar.
Artens utbredningsområde är Thailand. Inga underarter finns listade i Catalogue of Life.